# Alcira Figueroa
Alcira Elsa Figueroa (23 de septiembre de 1959, San Ramón de la Nueva Orán, Argentina) es una política , antropóloga y militante por los derechos humanos argentina. Se desempeñó como diputada nacional representando a la Provincia de Salta por el Frente de Todos luego de las renuncias de Sergio Leavy (para asumir como senador) y Juan Emilio Ameri (por un escándalo sexual).

## Vida personal
Figueroa es hija de una familia trabajadora del norte de Argentina de Hipólito Yrigoyen en el departamento de Orán en la Provincia de Salta. Desde los 17 años empezó a trabajar, estudió antropología en la universidad pública y después trabajó en la docencia en distintos niveles (desde primario hasta universitario).
También se desempeñó como técnica y después como coordinadora en el programa "Pro Huerta" en toda la provincia e hizo pasantías en distintos países de Latinoamérica y grupos de solidaridad. Entre estas estancias se encuentra una en las Favelas de Brasil haciendo promoción social de las comunidades y en comunidades de base en Paraguay y Bolivia.
En entrevistas ha dicho que su militancia se debe a su historia familiar, pues hay tres desaparecidos políticos en su familia: su cuñado, cuñada y un sobrino al que hasta 2020 continuaban buscando.

## Carrera política
Alcira fue candidata suplente a diputada nacional por el Frente Ciudadano para la Victoria en el año 2017, por detrás de Sergio Leavy, Nora Giménez y Juan Emilio Ameri. En ese año su partido sería el tercer espacio más votado detrás de Cambiemos que llevaba a Martín Grande como cabeza de lista y el frente Unidad y Renovación que llevaba a Andrés Zottos como primer candidato. Luego de las elecciones Leavy resultaría elegido como diputado nacional por el periodo 2017-2021.
En 2019 el "Oso" se presentaría como candidato a gobernador y a su vez como candidato a senador nacional. Perdería la gobernación contra Gustavo Sáenz y en la elección para senador nacional sería el candidato más votado logrando dos bancas por la mayoría. Por lo tanto el 9 de diciembre de 2019 renunciaría como diputado nacional para asumir su banca como senador nacional. Nora Giménez quién debía sucederlo en la Cámara de Diputados de la Nación Argentina también había sido elegida como senadora nacional por lo tanto no cubrió la vacante en la Cámara Baja. El sucesor entonces de la banca de Leavy sería el tercer candidato a diputado nacional, Juan Emilio Ameri.
A pesar de las denuncias mediáticas en su contra, Ameri asumiría como diputado nacional el 12 de diciembre de 2019. No llegaría a desempeñarse un año como diputado nacional ya que renunciaría 25 de septiembre de 2020 y Alcira Figueroa sería la elegida debido a que la ley de cupo no estaba en vigencia en el año 2017 por lo tanto el reemplazante de Ameri debía ser quien lo seguía en la lista y no el siguiente hombre de la lista. Figueroa juraría como diputada el 7 de octubre de 2020 para terminar el 9 de diciembre de 2021 el mandato legal comenzado el 10 de diciembre de 2017. Voy a proponer, ahora, durante el tratamiento del impuesto a la riqueza, que un porcentaje de lo que se recaude se destine directamente para el mejoramiento de la infraestructura de los pueblos originarios. Se necesita acceso al agua sana, construcción de viviendas acordes a la cultura indígena, comunicaciones, caminos. Yo quiero que una parte de esa plata sea para los indígenas"
En 2021 fue noticia cuando en sus redes sociales realizó un posteo afirmando: "hace más de 20 años que lo intuí (por el coronavirus) a este momento pero lo esperaba en el 2030. Quizás nadie estaba preparado. Hay distintos grados de responsabilidades en lo que nos pasa, en los ricos y en los que los siguen.
En julio de 2021 también estuvo envuelta en un escándalo debido a que una vecina la denunció mediáticamente por estar descargando en su domicilio particular un camión de alimentos no perecederos proveniente de Desarrollo Social. .